# 通城南江戰鬥
通城南江戰鬥發生於1939年9月22日－10月10日，地點則是在中國鄂南一帶（今湖北通山县与湖南平江县南江镇之间相关地带）。是抗日戰爭主要戰鬥之一，交戰一方為守軍之國民革命軍，另一方則為日軍。